# Haemophilus aegyptius
Haemophilus aegyptius är en gramnegativ bakterie. Den kallas ibland Koch-Weeks bacillus eller Haemophilus influenzae type III. Den innehåller restriktionsenzymen HaeII och HaeIII. En form har orsakad brasiliansk skarlakansfeber.